# Ritratto di monsignor Della Casa
Il Ritratto di monsignor Della Casa (già ritenuto ritratto di Niccolò Ardinghelli) è un dipinto a olio su tavola (102x78,9 cm) di Jacopo Carucci detto il Pontormo, databile al 1540-1543 e conservato nel National Gallery of Art di Washington.

## Storia
L'opera, all'inizio del Novecento, si trovava in possesso del marchese Bargagli a Firenze, quando venne messa in vendita a Parigi nel 1909 con attribuzione a Sebastiano del Piombo. Passò per vari proprietari prima di esser acquistata da Alessandro Contini Bonacossi nel 1922, che la rivendette alla fondazione Samuel H. Kress nel 1952. Nel 1961 fu donata al museo della capitale americana.

## Descrizione e stile
Nell'effigiato si è riconosciuto Giovanni della Casa, autore del Galateo, la cui posa composta ricorderebbe i princìpi del suo scritto. La scena, ambientata in un semplice interno, mostra il religioso a mezza figura, in piedi, indossante la mantella che ne ricopre le spalle e il busto, mentre all'altezza della vita emergono le braccia che tengono un libro portato al petto (sinistra) e il cappello da sacerdote (la destra). Lo sguardo fissa intensamente lo spettatore ed è caratterizzato dalla forma longilinea e allungata, evidenziata dalla lunga barba rossiccia. Alcune accentuazioni espressive aumentano l'effetto dinamico e comunicativo del ritratto, come l'allungarsi del collo e della testa che sfiora il bordo superiore, il volume delle maniche, la serena solennità dei gesti di mani e braccia.